# ドラフト・デイ
『ドラフト・デイ』（原題: Draft Day）は、2014年にアメリカ合衆国で製作されたドラマ映画で、NFLドラフトを題材にしている。監督はアイヴァン・ライトマン、主演はケビン・コスナーが務める。

## あらすじ
2014年のNFLドラフトの当日、首位指名権を持つシアトル・シーホークスに指名されるのはウィスコンシン大学のクォーターバックでハイズマン賞を受賞した、ボー・キャラハンであろうという見方が大勢を占めていた。クリーブランド・ブラウンズのゼネラルマネージャーを務めるソニー・ウィーヴァー・ジュニアは17回のドラフトに参加し、選手との交渉権を獲得してきたベテランコーチである。今年のブラウンズの一巡目は７位指名で、決して高くはない順位からどの選手を獲得するかはチームの将来に関わる重要事項である。父親であるソニー・ウィーヴァー・シニアもブラウンズのコーチを務めていたが、息子であるソニーに解雇されてドラフトの1週間前に亡くなった。結果としてチーム内の一部のスタッフはソニーのチームマネジメント能力に否定的になりつつあった。ドラフトの朝、ソニーはシーホークスから自分たちのもつドラフトの首位指名権をトレードしないかとシーホークスに持ち掛けられた。シーホークスが持つトップ指名権を手に入れれば誰でも好きな選手を一番乗りで獲得でき、キャラハン選手と契約できる。トレード対象は来年以降のブラウンズの第一巡指名権である。ソニーは最近になって恋人のアリ・パーカーが自分の子供を妊娠したと知っており、プライベートでの悩みも多く、チームの将来を売り渡すようなトレードは出来ないと一度は断る。
しかし、ブラウンズのオーナー、アンソニー・モリーナに「ドカンとやれ」と言われ、話題選手を獲得する必要性を考えたウィーヴァ―はトレードの申し出を受けることにした。こうしてブラウンズは向こう3年のドラフト1巡指名権をシーホークスに譲渡するという大きな代償の代わりに、2014年の全体1位指名権を得た。ソニーはこれでいい考え、これをスタッフに伝えるが、反響は良くはなかった。ニュースが流れると、当初ブラウンズが７位で指名予定だったオハイオ州立大学出身のラインバッカーであるボンテ・マック選手からキャラハン指名をもう一度考えるように催促される。実際、キャラハンは成績はあるもののプレッシャーに弱く、大学チームのチームメイトとの関係も悪かったことが分かる。ソニーは二人の選手の過去の試合を再度研究し、第一指名を誰にするかもう一度考え直すことになるが、ドラフトの時間が迫ってきた。ソニーは決断をする。ファンやオーナーが見守る中ドラフト司会者が読み上げたブラウンズの第一指名はボンテ・マックで、会場は大騒ぎになる。このままではトレード抜きでも獲得できた選手に向こう三年の第一巡指名権を使い果たしたことになる。ボンテを選んだソニーは作戦室で共に中継を見ていたスタッフたちから決断を問い詰められ、ドラフト会場にいたオーナーからは解雇宣告の電話がかかってくる。しかし、ソニーには彼なりの考えがあった...

## キャスト
※括弧内は日本語吹替
- サニー・ウィーバー・Jr. - ケビン・コスナー（森田順平）
- アリ・パーカー - ジェニファー・ガーナー（安藤麻吹）
- ヴィンス・ペン - デニス・リアリー（木下浩之）
- アンソニー・モリーナ - フランク・ランジェラ（楠見尚己）
- ブライアン・ドリュー - トム・ウェリング
- バーブ・ウィーヴァー - エレン・バースティン（宮沢きよこ）
- ムーア- サム・エリオット
- ヴォンテ・マック - チャドウィック・ボーズマン（田村真）
- アンジー - ロザンナ・アークエット
- アール・ジェニングス - テリー・クルーズ
- レイ・ジェニングス - アライアン・フォスター
- リック - グリフィン・ニューマン
- トム・マイケルズ - パトリック・セント・エスプリト
- ウォルト・ゴードン - シャイ・マクブライド
- ラルフ・モーリー - ウィリアム・アール・ブラウン
- マーヴィン - ケヴィン・ダン
- クリス・クロフォード - P・ディディ
- ボー・キャラハン - ジョシュ・ペンス
- ピート・ベグラー - ウォレス・ランガム
- マックス・ストーン - クリストファー・カズンズ
- ビル・ゾッティ - パトリック・ブリーン
- ジェフ・カーソン - パット・ヒーリー
- オレイリー - ウェイド・ウィリアムズ

### 本人役
- ラス・ブランドン： バッファロー・ビルズの前CEO
- ロジャー・グッデル： NFLのコミッショナー
- ジョン・グルーデン： アメリカンフットボールのアナリスト
- ジム・ブラウン： プロフットボール殿堂入りしている元クリーブランド・ブラウンズRB
- バーニー・コーザー： 元クリーブランド・ブラウンズQB
- クリス・バーマン： スポーツキャスター
- デヴィッド・ラムゼイ： アメリカ人俳優
- リッチ・アイゼン： CBSスポーツなどに所属するジャーナリスト

## マーケティング
本作のファースト・トレイラーとポスターは2013年12月23日に公開された。

## 興行収入
本作はアメリカでの公開初週末に978万ドルを稼ぎ出し、週末興行収入ランキング初登場4位となった。

## 評価
本作は賛否両論となっている。映画批評集積サイトRotten Tomatoesには143件のレビューがあり、批評家支持率は60%、平均点は10点満点で5.9点となっている。サイト側による批評家の意見の要約は「スポーツ好きやケビン・コスナーのファンにとってはとても面白い作品になっている。しかし、お決まりのストーリー展開に乗っかることで単なるNFLドラフトを描いただけの作品になってしまった。ある意味タイトル通りだが。」となっている。また、Metacriticには33件のレビューがあり加重平均値は54/100となっている。
シカゴ・サンタイムズのリチャード・ローパーは本作にB評価を下し、「感傷的で、展開が予測できる。呆気にとられる場面もある。それでも、十分に面白い映画である。」と述べている。
それに対し、スレイトのジャック・ハミルトンは厳しい評価を下している。「本作における『映画製作』は登場人物を撮影すること以上にプロダクトプレイスメントに力を注いでいる。」「『ドラフト・デイ』は映画というより、撮影に熱心に協力してくれたNFLに感謝するための広告のようなものだ。労働争議のような問題が次々と噴出している状況下で、NFLは自らを美化するような映画の製作に協力してしまった。『ドラフト・デイ』はファンタジー映画だ。」と手厳しく批判している。